# 牂州
牂州（しょうしゅう）は、中国にかつて存在した州。䍧州とも書かれる。隋代から宋代にかけて、現在の貴州省中部に設置された。

## 概要
582年（開皇2年）、隋により牂州が置かれた。607年（大業3年）に州が廃止されて郡が置かれると、牂州は牂牁郡と改称され、牂牁・賓化の2県を管轄した。
620年（武徳3年）、唐が牂牁郡の首領の謝龍羽を降すと、牂牁郡は牂州と改められた。621年（武徳4年）、牂州は牁州と改称された。後に牁州は牂州の称にもどされた。牂州は黔州都督府に属した。開元年間、牂州は羈縻州に降格した。牂州は建安・賓化・新興の3県を管轄した。